# Kettenräumer

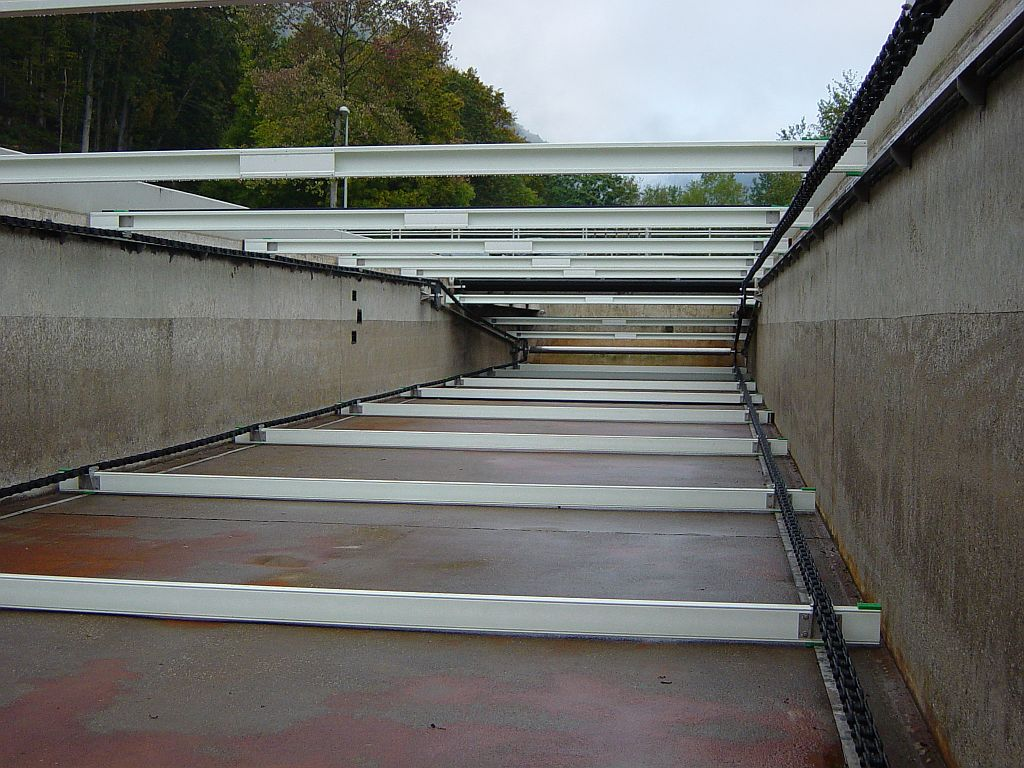
Kunststoffkettenräumer

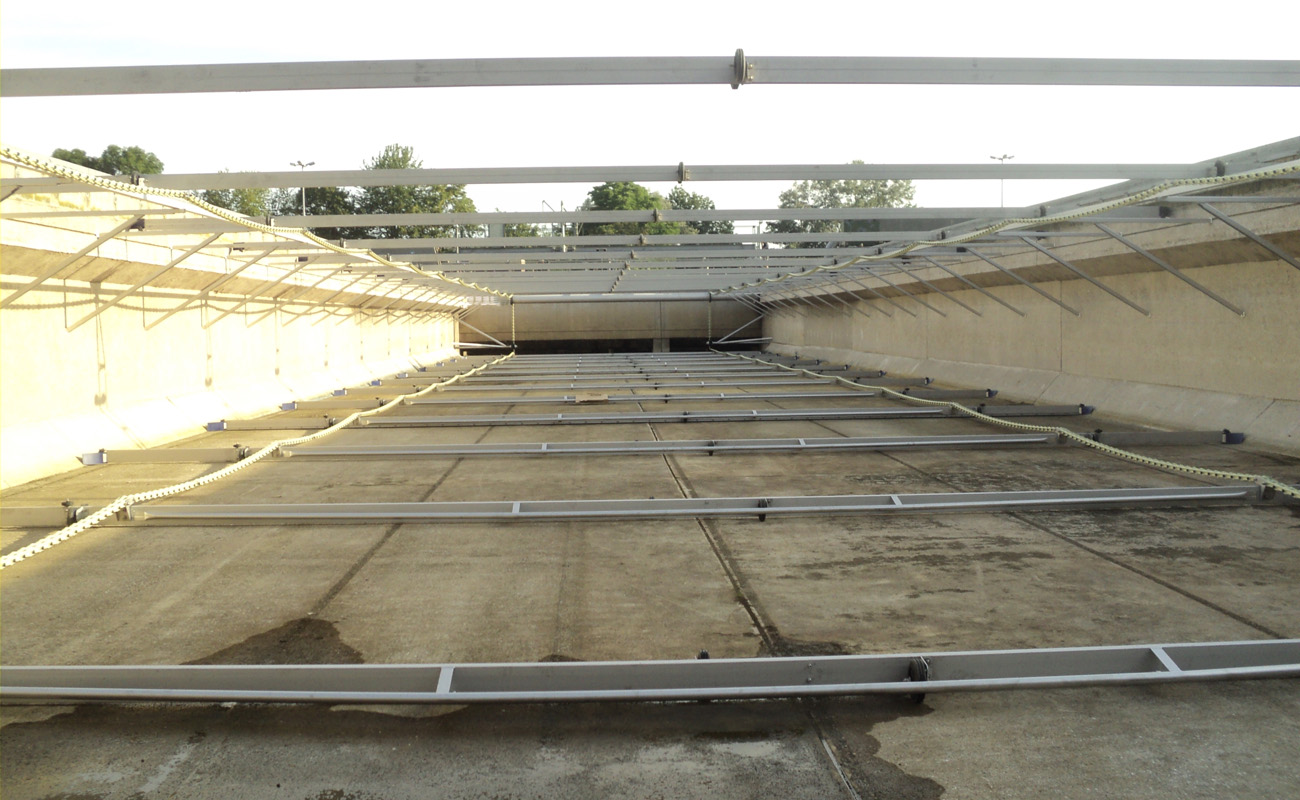
Kunststoffkettenräumer mit Edelstahl-Räumbalken

Ein Kettenräumer (auch Bandräumer) dient dazu, in Kläranlagen oder großindustriellen Abwasseraufbereitungsanlagen Boden- und Schwimmschlamm kontinuierlich aus Absetzbecken in Abwasserreinigungsanlagen abzutransportieren.
Die heute meist als Kunststoffkettenräumer ausgeführten Systeme, laufen in rechteckigen Absetzbecken.
Der Vorteil der Kunststoffkettenräumer gegenüber Stahlkettenräumern liegt vor allem in der sehr leichten, zudem extrem haltbaren Kunststoffausführung der Ketten und Räumerbalken. Dadurch wird das System energiesparender, effizienter und verschleißärmer als herkömmliche Räumersysteme.
Neben der herkömmlichen Ausführung mit Kunststoff-Förderketten und Kunststoff-Räumbalken ist im deutschsprachigen Raum auch eine Ausführung verbreitet, bei der nur die Förderketten und die Kettenräder sowie deren Lagerungen aus extrem haltbarem Kunststoff gefertigt sind. Die Räumbalken, die Umlenkachsen und die Antriebswellen werden jedoch aus Edelstahl gefertigt, wodurch in Summe eine deutlich robustere Ausführung erreicht wird.
Die Edelstahl-Räumbalken sind dabei als dicht verschweißte Hohlkörper gestaltet und werden mit Laufrollen ausgestattet. Aufgrund der Rollreibung verringert sich gegenüber herkömmlichen Systemen mit Gleitschuhen der Gesamt-Reibungswiderstand des Systems erheblich und es können zusätzliche Energieeinsparungen realisiert werden.
Die Vorteile dieser Kettenräumer in robuster Ausführung mit Edelstahl-Bauteilen zeigen sich besonders in extrem breiten und gleichzeitig sehr langen Klärbecken.

## Bauteile
| Erläuterungen 1. Räumerantriebskettenrad 2. Antriebswelle 3. Antriebskette 4. Antriebsmotor 5. Räumerbalken 6. Rücklaufschiene 7. Skimrinne 8. Säulenständer 9. Lagerkonstruktion 10. Spannwelle 11. Spannstation Räumerkette 12. Bodengleitschiene 13. Räumerkette 14. Schlammabzugstrichter |